# Werner von Haeften
Werner Karl von Haeften, né le 9 octobre 1908 à Berlin et mort exécuté dans cette même ville le 21 juillet 1944, est un Oberleutnant allemand de la Wehrmacht pendant la Seconde Guerre mondiale. Il est connu pour sa participation active au complot du 20 juillet 1944 avec Claus von Stauffenberg et plus globalement dans la résistance allemande.

## Biographie
Avec son frère Hans Bernd von Haeften, il participe à la préparation de l'attentat du 20 juillet 1944 contre Adolf Hitler. Le jour de l'attentat, Werner von Haeften accompagne le colonel Claus von Stauffenberg au Wolfsschanze.
C'est lui qui se débarrasse du second engin explosif que Stauffenberg, dérangé par l'intrusion d'un autre militaire, ne parvient pas à amorcer. Il fait partie des militaires fusillés par un détachement du régiment d'infanterie Grossdeutschland (en), à la suite de la décision précipitée du Generaloberst Friedrich Fromm d'exécuter les principaux responsables identifiés.

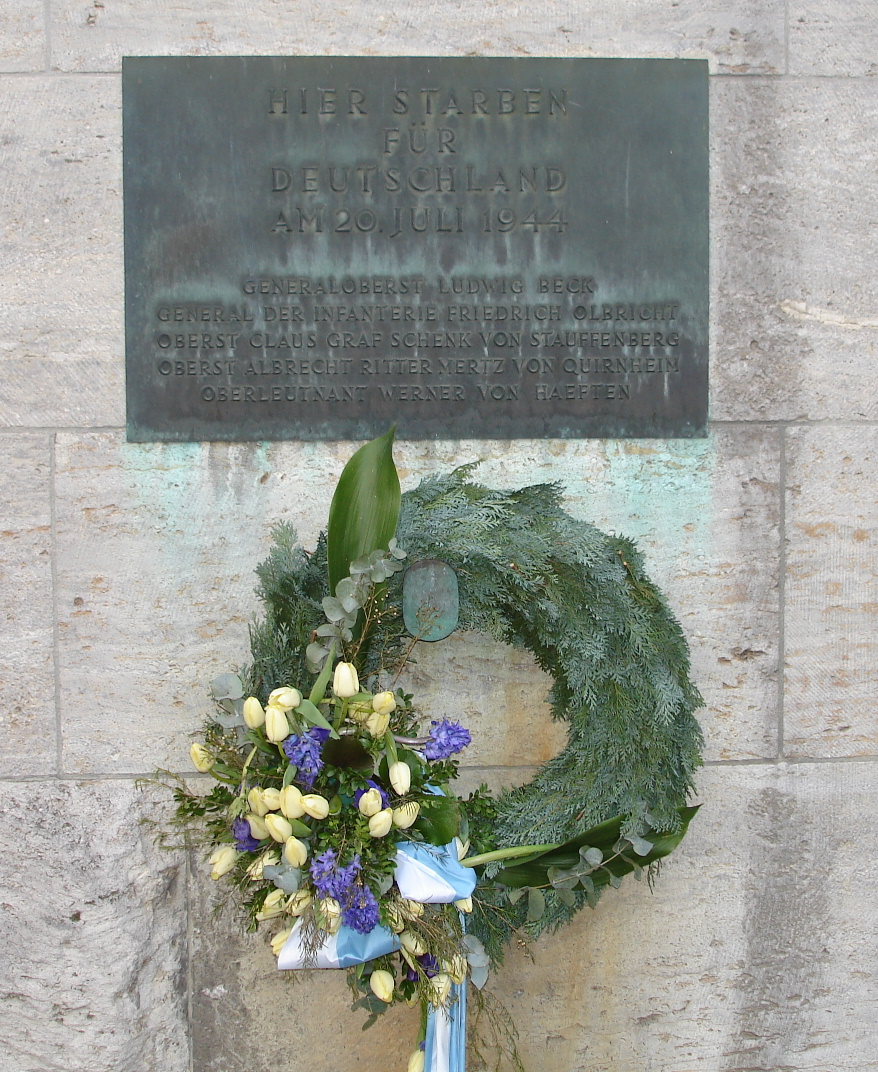
Mémorial au Bendlerblock.

Il est fusillé au Bendlerblock.

## Dans la fiction
- 1955 : C'est arrivé le 20 juillet, film de Georg Wilhelm Pabst, Haften y est interprété par Til Kiwe[1] ;
- 2008 : Walkyrie, film de Bryan Singer, Haeften y est interprété par Jamie Parker[1].